# مقاطعة ميسيسيبي (أركنساس)
مقاطعة ميسيسيبي (بالإنجليزية: Mississippi County) هي إحدى مقاطعات ولاية أركنساس في الولايات المتحدة الأمريكية.

## أنظر أيضا
محمية بيغ ليك الوطنية للحياة البرية